# 段村镇 (献县)
段村镇，原为段村乡，是中华人民共和国河北省沧州市献县下辖的一个乡镇级行政单位。2020年7月，撤乡设镇。

## 行政区划
段村镇下辖以下地区：
高庄村、南皇亲庄一分村、南皇亲庄二分村、南皇亲庄三分村、东段村、西段村、小河村、张柳村、南留钵村、北留钵村、东留路村、西留路村、崔塔村、野场村、彭村、尧上村、柳杭村和代村。